# اولنا پیدروشنا
اولنا پیدروشنا (اوکراینی: Олена Михайлівна Підгрушна؛ زادهٔ ۹ ژانویهٔ ۱۹۸۷) ورزشکار دوگانه اهل اوکراین است.
از افتخارات وی میتوان به کسب مدال طلا در بازی‌های المپیک زمستانی ۲۰۱۴ اشاره کرد.